# 強烈熱帶風暴銀河 (2016年)
強烈熱帶風暴銀河（英語：Severe Tropical Storm Mirinae，國際編號：1603，聯合颱風警報中心：WP052016）為2016年太平洋颱風季第3個被命名的熱帶氣旋。「銀河」（韓語：미리내）一風暴名稱由南韓提供，在韓國濟州方言中意指宇宙的銀河。銀河是一個典型的南海「西進型」風暴，於南海中部發展成熱帶氣旋後，以穩定的西北偏西路徑向中國海南島和越南北部推進，是該年5月南海熱帶低氣壓後2個月以來首個影響港澳地區、廣東西部和海南的熱帶氣旋，也標誌著2016年首兩個吹襲上述地區的風暴均於南海上空生成。

## 發展過程
經過2016年5月南海熱帶低氣壓的短暫影響後，南海再度陷入熱帶氣旋「空窗期」。直至7月中下旬，數值預報模式開始預計南海熱帶氣旋活動漸趨活躍，有兩個熱帶氣旋分別在7月末和8月初接連影響南海北部。其中首個預測影響南海的低壓系統首先在副熱帶高壓脊南側偏東風和西南季候風匯聚下，於7月24日在菲律賓呂宋附近發展成一個低壓區，晚間瞬即橫過呂宋。由於形成初期即遭受地形影響，該低壓區結構鬆散；不過2個月的「空窗期」使南海表面溫度達31 °C（88 °F），炎熱海水供應龐大能量，加上垂直風切變偏弱、高空輻散良好，有利該系統在翌晨（7月25日）出海後快速重新組織。在該低壓區尚未進入南海時，聯合颱風警報中心已在凌晨2時對該系統在24小時內形成熱帶氣旋的機會直接評為「中」而跳過評級「低」，至同日下午5時更上調至「高」並發出熱帶氣旋形成警報，此前日本氣象廳、臺灣中央氣象局和中國國家氣象中心已在該系統移入南海後不久隨即把它升為熱帶低氣壓。隨著該系統螺旋性漸變明顯，香港天文台在晚上7時45分表示「影響南海中部的低壓區正在增強，一個熱帶氣旋似乎在形成中」，而澳門地球物理暨氣象局在晚上8時把該系統升為熱帶低氣壓；日本氣象廳則在當晚9時10分對該熱帶低氣壓發佈烈風警報，表示24小時內可能加強為熱帶風暴。20分鐘後香港天文台和聯合颱風警報中心在晚上9時半同時把該系統升為熱帶低氣壓，聯合颱風警報中心亦給予熱帶氣旋編號05W。在副熱帶高壓脊引領下，該熱帶低氣壓穩定向西北偏西移動，時速約18公里。各大電腦數值預報模式對該系統的動向有分歧，有移向海南的預測，也有改向正西北直撲雷州半島的預報；但官方預測路徑則相當一致，大部份均預期該系統直指海南而行。

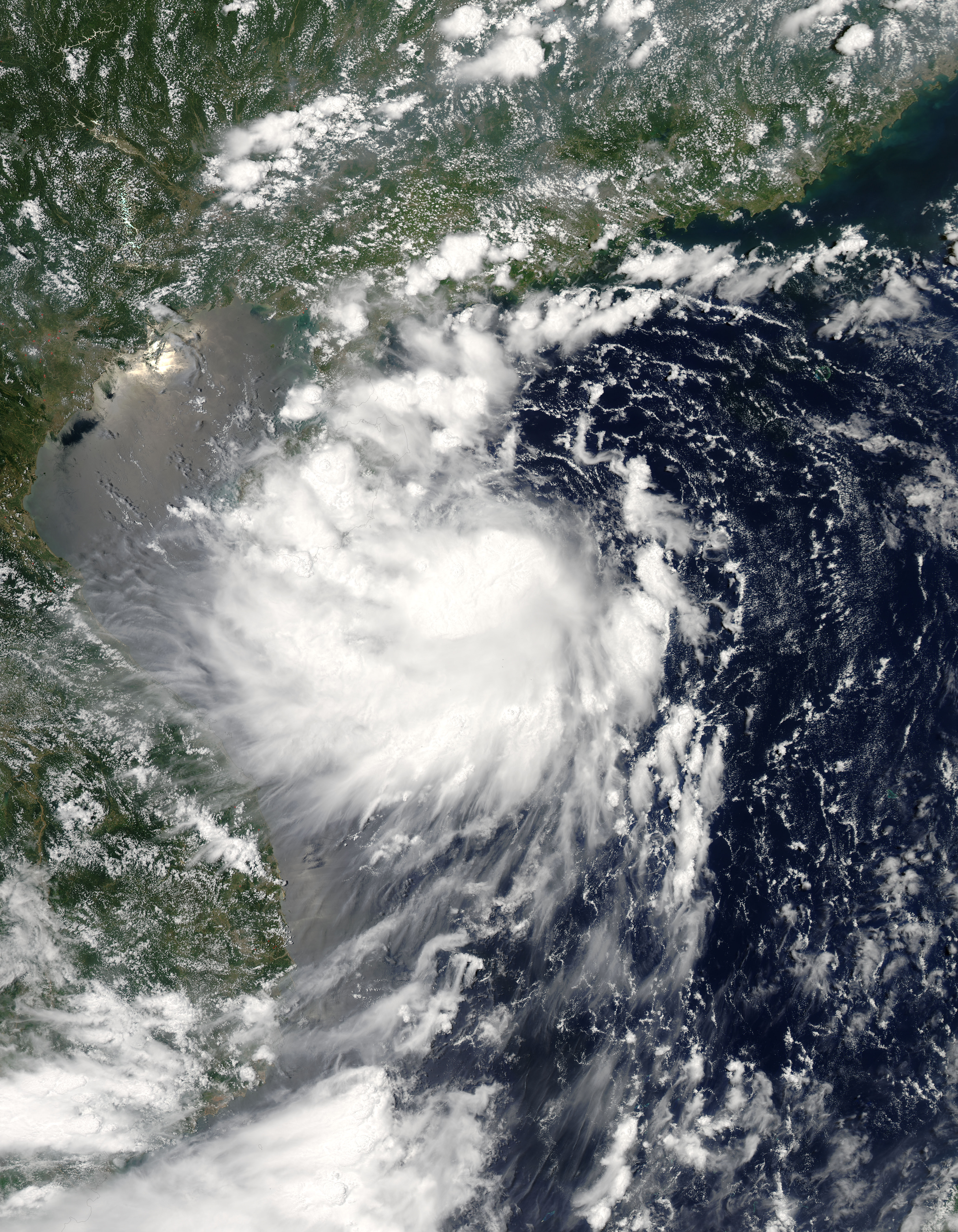
7月26日銀河增強為熱帶風暴時，低層環流中心的東北象限仍局部外露。

南海北部的良好環境在7月26日維持，惟獨是垂直風切變加強，令該系統的增強速度略為減慢，低層環流中心曾經局部外露，尤以東北面最明顯；系統西南面則受活躍西南季候風支援，不斷有強烈對流爆發。日間該熱帶低氣壓開始逐步修復其東北面環流，加上系統中心和西南面對流發展旺盛，中國國家氣象中心率先在上午11時把它升為熱帶風暴，香港天文台、澳門氣象局和日本氣象廳分別在下午1時45分、2時正及2時50分跟隨，日本氣象廳同步把風暴命名為銀河，給予國際編號1603。當日早上銀河一度短暫向西北推進，但整體上仍採取西北偏西行徑，以每小時20公里的速度直逼海南。因為銀河的環流緊密，所以華南沿岸在當日只受到銀河外圍的零散雨區影響，有幾陣狂風驟雨。入夜後銀河達到首個強度高峰，中國國家氣象中心更在當晚8時把銀河升為強熱帶風暴，該中心隨後表示銀河在晚上10時20分於海南島萬寧市東澳鎮登陸。雖則銀河再遭地形破壞結構，中國國家氣象中心在凌晨1時把銀河降為熱帶風暴；但各官方氣象部門均預料銀河橫過海南並進入北部灣後，再次受惠於炎熱海水供應的能量，將會再創強度巔峰。
而銀河在7月27日早上進入北部灣後，亦一如所料地重新增強，原先缺乏對流的系統東北象限獲得填補，形成中心密集雲團；同時由於副熱帶高壓脊仍然強盛，支配西北太平洋至華南，銀河的移動路徑比預期更偏西，以時速約15公里繼續移向越南北部。登陸之前，銀河一度快速增強，更在上岸一刻發展出眼壁和風眼結構，中國國家氣象中心在下午4時把銀河再次升為強熱帶風暴，日本氣象廳在當晚8時50分亦把銀河進一步升為強烈熱帶風暴。中國國家氣象中心表示銀河在28日凌晨12時20分在越南南定省再度登陸，之後在凌晨2時把銀河降為熱帶風暴。在陸地摩擦下，銀河的風眼被填塞，中心密集雲團亦逐漸崩解，香港天文台在下午3時15分把銀河降為熱帶低氣壓，再於當晚9時45分把銀河降為低壓區；而日本氣象廳亦在晚上8時50分把銀河降為熱帶低氣壓，並在翌晨（29日）8時表示銀河減弱消散，此時銀河的殘餘低壓區已經只餘下淺薄的對流雲團。
香港天文台在8月12日發佈熱帶氣旋銀河報告，並把銀河補升為強烈熱帶風暴，接近中心最高持續風速由每小時85公里稍為上調至每小時90公里。而日本氣象廳在事後發佈的最佳路徑中，亦把銀河的強度向上修訂，接近中心最高持續風速上調為55節（每小時100公里），中心最低氣壓下調至980百帕斯卡。

## 影響

### 中國大陸
當地發出之最高颱風預警信號： 颱風藍色預警信號

#### 廣東
全省發出之最高颱風預警信號： 颱風藍色預警信號

#### 海南
全省發出之最高颱風預警信號： 颱風黃色預警信號

#### 廣西
全區發出之最高颱風預警信號： 颱風黃色預警信號

### 香港
當地發出之最高熱帶氣旋警告信號： 一號戒備信號
在銀河剛發展成熱帶低氣壓之時，香港天文台在7月25日晚上9時45分更新「特別天氣提示」，表示考慮在翌日日間發出熱帶氣旋警告信號。26日早上銀河短暫向西北移動，天文台在早上8時40分發出一號戒備信號，當時銀河集結在香港之西南偏南約500公里。天文台表示預料銀河會在香港400公里外掠過，香港當日風力不會顯著增強，當日需要發出三號熱帶氣旋警告信號的機會不大，但受銀河的外圍雨帶影響，香港會有幾陣狂風驟雨及雷暴；而預料銀河會逐漸增強，天文台會密切監察其強度變化。受到銀河外圍雨帶影響，當日香港有狂風驟雨，但由於雨區零碎，因此當日天氣仍然炎熱。在時晴時雨的天氣下，多個地方出現彩虹。銀河增強為熱帶風暴之際，在下午2時最接近香港，於香港之西南偏南約490公里掠過，此後恢復西北偏西移動路徑，開始逐漸遠離。天文台在下午4時45分表示，當銀河對香港的威脅解除，會取消所有熱帶氣旋警告信號；並預料香港當晚及翌日早上間中仍有狂風驟雨。隨著銀河登陸海南萬寧市，天文台在當晚10時45分表示即將取消所有信號，並在晚上11時20分取消所有熱帶氣旋警告信號，當時銀河集結在香港之西南約550公里。

### 澳門
當地懸掛之最高熱帶氣旋信號：  一號風球
7月25日晚上，澳門氣象局表示銀河已增強為熱帶低氣壓，氣象局會密切監察其發展及移動路徑，適時考慮懸掛熱帶氣旋信號。隨著銀河逐步移近澳門，局方遂在7月26日上午10時表示於45分鐘後懸掛一號風球。在正式懸掛一號風球前，氣象局的手機應用程式曾在10時30分至35分錯誤顯示十號風球的圖示，類似的情況亦曾經在2013年颱風天兔影響澳門時出現。氣象局在上午10時45分懸掛一號風球，當時銀河集結在澳門以南約500公里。氣象局表示當日日間懸掛較高風球機會不大。銀河在當日與澳門保持超過400公里距離，外圍雨帶在當日為澳門帶來狂風驟雨。銀河在下午4時至6時最接近澳門，於澳門之西南偏南約440公里掠過。氣象局在當晚10時表示，預計一號風球將維持至翌日（27日）清晨；但隨後又在27日凌晨12時15分表示將於未來數小時考慮除下風球，終在凌晨2時除下所有風球，當時銀河集結在澳門之西南約510公里。

### 越南
越南在7月26日早上7時開始發佈熱帶低氣壓警告，在同日上午10時升格為第1號熱帶風暴，發佈風暴警告。

## 熱帶氣旋警告使用紀錄

### 中國大陸
| 中國國家氣象中心 颱風預警信號 | 中國國家氣象中心 颱風預警信號 | 中國國家氣象中心 颱風預警信號 |
| ----------------------------- | ----------------------------- | ----------------------------- |
| 上一熱帶氣旋                  | 颱風藍色預警信號              | 下一熱帶氣旋                  |
| 超強颱風尼伯特                | 颱風藍色預警信號              | 颱風妮妲                      |

### 香港
| 香港天文台 熱帶氣旋警告信號 | 香港天文台 熱帶氣旋警告信號 | 香港天文台 熱帶氣旋警告信號 |
| --------------------------- | --------------------------- | --------------------------- |
| 上一熱帶氣旋                | 一號戒備信號                | 下一熱帶氣旋                |
| 熱帶低氣壓                  | 一號戒備信號                | 颱風妮妲                    |

### 澳門
| 地球物理暨氣象局 熱帶氣旋信號 | 地球物理暨氣象局 熱帶氣旋信號 | 地球物理暨氣象局 熱帶氣旋信號 |
| ----------------------------- | ----------------------------- | ----------------------------- |
| 上一熱帶氣旋                  | 一號風球                      | 下一熱帶氣旋                  |
| 熱帶低氣壓                    | 一號風球                      | 颱風妮妲                      |

## 外部連結
- （日語）日本氣象廳：強烈熱帶風暴銀河最佳定位 （页面存档备份，存于）、1603最佳路徑數據 （页面存档备份，存于）、2016年熱帶氣旋最佳路徑（數據 （页面存档备份，存于）、路徑圖 （页面存档备份，存于））
- （英文）美國聯合颱風警報中心：05W最佳路徑數據 （页面存档备份，存于）、熱帶風暴銀河最佳路徑圖
- （简体中文）中國國家氣象中心：2016年熱帶氣旋最佳路徑數據[永久]
- （繁體中文）中華民國交通部中央氣象局：颱風資料庫——、銀河最佳路徑圖、2016年氣象年報及觀測年報（有待公佈）
- （繁體中文）香港天文台：強烈熱帶風暴銀河報告 （页面存档备份，存于）、2016年7月熱帶氣旋概述 （页面存档备份，存于）、實時天氣稿（7月25日 （页面存档备份，存于）－26日 （页面存档备份，存于）－27日 （页面存档备份，存于）－28日 （页面存档备份，存于））
- （繁體中文）澳門地球物理暨氣象局：2016熱帶氣旋年報——熱帶風暴銀河
- （英文）菲律賓大氣地球物理和天文管理局：2016年熱帶氣旋路徑年報（有待公佈）
- （泰文）泰國地球物理暨氣象部門：2016年熱帶氣旋路徑 （页面存档备份，存于）